# Przesycanie
Przesycanie – obróbka cieplna, której poddawana jest m.in. stal w celu stabilizacji austenitu. Uzyskanie stabilnego austenitu zwiększa odporność stali na korozję. 
Polega na nagrzaniu stali do temperatury, w której nastąpi przemiana austenityczna, a następnie, tak jak w hartowaniu, szybkie schładzanie. 
Różnica między hartowaniem a przesycaniem polega na tym, że przy przesycaniu unika się wystąpienia przemiany martenzytycznej. W związku z tym, przesycanie daje się zastosować tylko dla stali, w których początek przemiany martenzytycznej jest niższy od temperatury otoczenia, czyli dla stali wysokowęglowych lub zawierających dodatki stopowe obniżające tę temperaturę i stabilizujących austenit, takich jak nikiel.
Przesycanie zwykle stosuje się dla stali nierdzewnych i kwasoodpornych.